# Комітет за робітничу демократію та міжнародний соціалізм
Комітет за робітничу демократію та міжнародний соціалізм (КРДМС) — одна з перших у сучасній Росії троцькістських організацій.

## Створення КРДМС
Створена Сергієм Бієцем у 1990 році як російська секція Комітету за робітничий інтернаціонал (КРІ). КРДМС вважав себе прямим наступником Союзу більшовиків-ленінців, заснованого Левом Троцьким в 1928. Організація займалася поширенням своїх агітматеріалів і брала активну участь у подіях 1991 і 1993 років у Москві, виступала проти запровадження «антиробітничого» Кодексу законів про працю. Комітет видавав газету «Робітнича демократія». 1993 року в організації стався розкол з питання членства в КРІ. У результаті утворилося дві групи з однаковою назвою. Організація Бієця неформально називалася КРДМС(Б); секція ж КРІ, що видавала газету «Militant», називалася КРДМС(М).

## КРДМС(М)
Російська секція КРІ в 1998 змінила назву на Соціалістичний опір, а газета — на «Лівий авангард».

## КРДМС Бієця
Члени організації виступили за створення «революційної робітничої партії», не пов'язаної з жодними міжнародними структурами. КРДМС розпочав об'єднувальну дискусію з Марксистською робітничою партією, в рамках якої пройшло кілька семінарів, присвячених класовій природі СРСР. Проте об'єднання так і не відбулося. 1998 року на Шостому з'їзді КРДМС у Москві один із лідерів організації Сергій Бієць виступив із пропозицією увійти до складу Комітету за Марксистський інтернаціонал (КМІ). Його пропозиція тоді не знайшла підтримки.
У січні 1999 року відбувся Сьомий з'їзд, на якому організація ухвалила рішення про вступ до КМІ. На цьому ж з'їзді КРДМС було перейменовано на Революційну робітничу партію. На цьому ж з'їзді з організації було виключено Бориса Стомахіна.